# Best in the World (2016)
Best in the World '16 fue la séptima edición del Best in the World, un evento de pago por visión de lucha libre profesional producido por Ring of Honor. Tuvo lugar el 24 de junio de 2016 desde el Cabarrus Arena en Concord, North Carolina.
El evento marcó las últimas luchas de Steve Corino y Roderick Strong. Corino se fue el 31 de diciembre de 2016 y Strong se fue el 25 de junio de 2016, y ambos se unieron a WWE.

## Resultados
- Kyle O'Reilly derrotó a Kamaitachi.
  - O'Reilly forzó a Kamaitachi a rendirse con un «Arm Bar».
- ACH derrotó a Silas Young.
  - ACH cubrió a Young después de un «Midnight Star».
- Mark Briscoe derrotó a Roderick Strong.
  - Mark cubrió a Strong después de un «Fisherman’s Buster».
  - Después de la lucha, Mark y Strong se dieron la mano en señal de respeto.
  - Esta fue la última lucha de Roderick Strong antes de irse a la WWE un día después.
- Bullet Club (Adam Cole, Matt Jackson & Nick Jackson) derrotaron a War Machine (Hanson & Raymond Rowe) y Moose (con Stokely Hathaway).
  - Matt cubrió a Moose después de un «Meltzer Driver».
- The Addiction (Christopher Daniels & Frankie Kazarian) (c) derrotaron a The Motor City Machine Guns (Alex Shelley & Chris Sabin) y retuvieron el Campeonato Mundial en Parejas de ROH.
  - Daniels y Kazarian cubrieron a Shelley después de un «Best Meltzer Driver Ever».
- B.J. Whitmer derrotó a Steve Corino en un "The Ultimate" Non-Sanctioned Fight Without Honor.
  - Whitmer cubrió a Corino después de un «Exploder Suplex».
  - Durante la lucha, Kevin Sullivan interfirió atacando a Corino.
- Bobby Fish (c) derrotó a Dalton Castle y retuvo el Campeonato Mundial Televisivo de ROH.
  - Fish cubrió a Castle después de un «Bangarang».
- Jay Lethal (Con Taeler Hendrix) derrotó a Jay Briscoe y retuvo el Campeonato Mundial de ROH.
  - Lethal cubrió a Jay después de un «Lethal Injection».
  - Después de la lucha, Lethal y Jay se dieron la mano en señal de respeto.